# Villebaudon
 Villebaudon  es una población y comuna francesa, situada en la región de Baja Normandía, departamento de Mancha, en el distrito de Saint-Lô y cantón de Percy.

## Historia
Durante la Segunda Guerra Mundial la aldea fue liberada durante la operación COBRA, con el avance del ejército estadounidense el 29 de julio de 1944 después de un intenso combate que duró 13 horas.

## Demografía
| 388 | 378 | 330 | 321 | 317 | 284 |
| Para los censos de 1962 a 1999 la población legal corresponde a la población sin duplicidades (Fuente: INSEE [Consultar]) |     |     |     |     |     |